# 加查·馬達
加查·馬達（1290年—1364年） 又譯加查·瑪達、加札·馬達、迦查·馬達、嘎迦·瑪達。是印尼古代滿者伯夷帝國的政治軍事領袖，在三任國王之下擔任巴迪（意近首相） ，因創造該帝國的鼎盛時期而著名，綽號「大象將軍」。:234,239。他曾經立了名為帕拉帕誓言（或作Sumpah Palapa）的誓言，宣布他在為滿者伯夷征服整個約當今印尼的整個群島之前，不吃任何有香料的食物。 在現代的印度尼西亞，他作為重要的民族英雄， 以及國家統一與愛國主義的象徵。 
關於他的生平及政治舉措主要來自幾個資料。其中最主要的是《列王書》、《那加克塔加瑪》 (14世紀的爪哇語史詩)，以及13世紀晚期到14世紀的碑刻文字。

## 崛起掌權
加查·馬達的早期生平沒有很多的相關資料。關於他生平最早的一些敘述提及他作為滿者伯夷王家的護衛。當滿者伯夷官員古狄（Rakrian Kuti）於1321年反抗國王查雅納迦拉 (1309年-1328年在位)時 , 加查·馬達與另一大臣Arya Tadah合力協助國王和其家族逃離首都，並對外佯稱國王已死亡，之後加查·馬達回首都查看形勢，並進一步協助國王回到首都並平定叛亂，因而獲得重用，陸續封為章加拉和諫義里等地的首長（paith）。
到了1328年，查雅納迦拉被宮庭醫生丹查（一說為古狄的協助者）暗殺。但根據《列王書》中的另一種說法，查雅納迦拉是被加查·馬達所暗殺。此說認為因為國王查雅納迦拉與加查·馬達的妻子有染，因此加查·馬達派出丹查，趁著為國王進行手術時刺殺他，隨後加查·馬達又殺了丹查滅口。
查雅納迦拉死後由他的异母姐妹加亞毗濕奴瓦德哈尼即位，(1328–1350在位)在她的統治下1329年加查·馬達被任命為滿者伯夷的首相。
作為加亞毗濕奴瓦德哈尼的首相，加查·馬達先在1331年平定了沙登和克達的叛亂。另外在加查·馬達的統治期間下約1345年，著名的穆斯林旅行家 伊本·巴圖塔曾造訪滿者伯夷。

## 帕拉帕誓言和向外擴張
一般認為在被加亞毗濕奴瓦德哈尼女王任命為首相時，加查·馬達立下了有名的「帕拉帕誓言」 該誓言收錄在《列王記》中：
“Sira Gajah Mada pepatih amungkubumi tan ayun amukita palapa, sira Gajah Mada : Lamun huwus kalah nusantara Ingsun amukti palapa, lamun kalah ring Gurun, ring Seram, Tanjungpura, ring Haru, ring Pahang, Dompo, ring Bali, Sunda, Palembang, Temasek, samana ingsun amukti palapa ”
「首相加查·馬達將不會吃任何香料。加查·馬達立誓 : 如果失去了馬來世界（nusantara原意為外在的領土）我將不會吃"palapa" (包括水果和香料)，若未能得到庫崙、斯蘭、丹戎布拉、Haru、彭亨、冬坡、巴里、巽他、 巨港、淡馬錫等領土的話，我將不吃任何香料」
雖然一般解釋為加查·馬達將不會在食物中加香料 (palapa則是一個可泛指任何水果、香料的詞)，也有解釋為意指他在為滿者伯夷征服整個群島之前，禁絕任何世間的享受。
雖然他的誓言一度受到輕視和取笑，但加查·馬達持續努力於他統一馬來世界的夢想。很快地，他征服了鄰近的 Bedulu (巴里島) 和龍目 (1343)。之後他派海軍西向攻擊巨港的三佛齊 。並安排滿者伯夷王族的Adityawarman,在西蘇門答臘統治米南加保人。
他也征服了東南亞第一個伊斯蘭蘇丹國 蘇木都剌國，以及位於蘇門答臘的另一小國。加查·馬達也征服了民丹島，淡馬錫 (今新加坡), 末羅瑜和 加里曼丹。
加亞毗濕奴瓦德哈尼女王的統治結束後，她的兒子, 哈亞·烏魯克 （1350年–1389年在位) 成為國王，加查·馬達仍作為首相並繼續他的軍事擴張，進一步征服了Logajah、庫崙、斯蘭、Hutankadali、薩薩克、布頓、邦蓋、Kunir、Galiyan、塞拉亞、松巴、Muar (薩帕魯阿島)、索洛、比馬、班達群島、安汶、帝汶和冬坡。
他因此將約當現代印尼的範圍納入滿者伯夷的控制，除此之外還控制了現今的新加坡、東馬來西亞、南菲律賓的一部分和東帝汶。

## 布巴特之戰與加查·馬達之死
- 主條目：布巴特之戰

在1357年時，唯一不承認滿者伯夷帝國權威的就是位於西爪哇的巽他王國，烏魯克國王想要迎娶巽他的公主。加查·馬達負責在布巴特平原迎接公主和巽他國王，但加查·馬達要求巽他應以屬國地位來進行此一婚事，遭到巽他國王拒絕，此事造成雙方的衝突而產生布巴特之戰。滿者伯夷軍隊包圍了巽他的軍隊，最後巽他國王被殺，公主Dyah Pitaloka Citraresmi也自殺身亡。烏魯克國王對此事不滿，因而指責加查·馬達，並解除他的首相職務，甚至他的住宅受到軍隊搜查，一度躲藏至鄉下。但後來又一度被國召回重任首相。巽他王國則在之後數年也成為滿者伯夷的朝貢國
加查·馬達於1364年去世。:240 他死後烏魯克國王認為加查·馬達在時首相（mahapatih）一職過度將權力集中於一人，因此將該權限分予四個mahamantri (意近秘書)，以便提昇國王自己的權力。烏魯克國王在加查·馬達死後仍能維持他為滿者伯夷所創造出的權威，但烏魯克王死後滿者伯夷就逐漸走向衰落。

## 影響
在巴里島Gianyar 的 Blahbatuh royal house 至今600年來都進行加查·馬達的儀式性面具舞劇。加查·馬達的面具被妥善保存，並兩年一出現一次用於祈求統一與和諧，這個儀式被認為能帶給巴里島和平。
加查·馬達為印尼的民族主義留下重要的遺產，並在20世紀初開始的印度尼西亞民族覺醒中被啟用。在日本入侵前的民族主義者如蘇卡諾和Mohammad Yamin, 經常引用加查·馬達的誓言以及記述滿者伯夷歷史的《那加克塔加瑪》 作為啟發以及印尼過往光榮歷史的證明—印尼雖然有很廣大的領土以及不同的文化，仍然能統一。加查·馬達將印尼諸島統一於滿者伯夷之下的努力也被印尼民族主義者拿來證明，在荷蘭殖民統治之前就已曾經存在統一的印尼。 因此加查·馬達在印尼脫離荷蘭殖民的 印度尼西亞獨立革命中，扮演了啟發性的角色。
在1942年，只有230個印尼原住民能獲得高等教育。印尼共和國的成員因此希望改變此狀況，開始建立國立大學來收印尼當地人。位於日惹的加查馬達大學於1949年建立，即以加查·馬達的名字命名。該大學以作為最先開放印尼當地住民入學的醫學院而知名。 印尼的第一個通訊衛星命名為 帕拉帕衛星，即意指它和帕拉帕誓言一樣在國家統一上具有重要地位。除了西爪哇地區以外，很多印尼城市的街道都命名為加查·馬達。還有一家羽毛球品牌也以他的名字命名。

## 大眾文化
在電子遊戲文明帝國V的資料片美麗新世界中，加查·馬達出現作為印尼文明的領袖。
在電子遊戲世紀帝國II HD的資料片世紀帝國II：拉者崛起中，加查·馬達出現作為馬來文明的戰役主角。

## 另參見
- 滿者伯夷
- 巽他王國
- 加查馬達大學

## 資料來源
1. 1 2  Cœdès, George. . University of Hawaii Press. 1968  [2016-11-05]. ISBN 9780824803681. （原始内容存档于2017-02-21）.
2. ↑   (PDF).   [2008-02-05]. （原始内容 (PDF)存档于2009-02-20）.
3. ↑  .   [2016-11-05]. （原始内容存档于2017-07-20）.
4. ↑  李美賢.《印尼史》，台北：三民書局,2006：頁38。
5. ↑  陳鴻瑜. . 台北: 國立編譯館. 2008: 111頁. ISBN 9789860137897.
6. ↑  李美賢.《印尼史》，頁38-39。
7. ↑  陳鴻瑜，《印度尼西亞史》，頁111
8. ↑  陳鴻瑜，《印度尼西亞史》，頁112
9. ↑  Sertori, Trisha. . The Jakarta Post. 16 June 2010  [4 May 2015]. （原始内容存档于2016-03-05）.
10. ↑  Wood, Michael.  (PDF): 36.   [4 May 2015]. （原始内容 (PDF)存档于2015年5月5日）.
11. ↑  Stephen Lock, John M. Last, George Dunea. The Oxford illustrated companion to medicine
Oxford Companions Series-Oxford reference online. Oxford University Press US: 2001. ISBN 0-19-262950-6. 891 pages: pp. 765
12. ↑  James J. F. Forest, Philip G. Altbach. Volume 18 of Springer international handbooks of education: International handbook of higher education, Volume 1. Springer: 2006. ISBN 1-4020-4011-3. 1102 pages. pp772
13. ↑  R. B. Cribb, Audrey Kahin. Volume 51 of Historical dictionaries of Asia, Oceania, and the Middle East: Historical dictionary of Indonesia. Scarecrow Press: 2004. ISBN 978-0-8108-4935-8. 583 pages. 133

## 外部連結
- Gajah Mada article（页面存档备份，存于）